# CHINT-Gruppe
Die CHINT-Gruppe ist eine börsennotierte chinesische Holdinggesellschaft, deren wesentliche Geschäftsfelder in den Bereichen Elektrotechnik, Elektronik, Energie und Industrieausrüstung liegen. Sie wurde 1984 gegründet und hat ihren Hauptsitz in Wenzhou (Provinz Zhejiang). Die ausführliche Bezeichnung des börsennotierten Unternehmens lautet Zhejiang CHINT Electrics.

## Geschäftsfelder

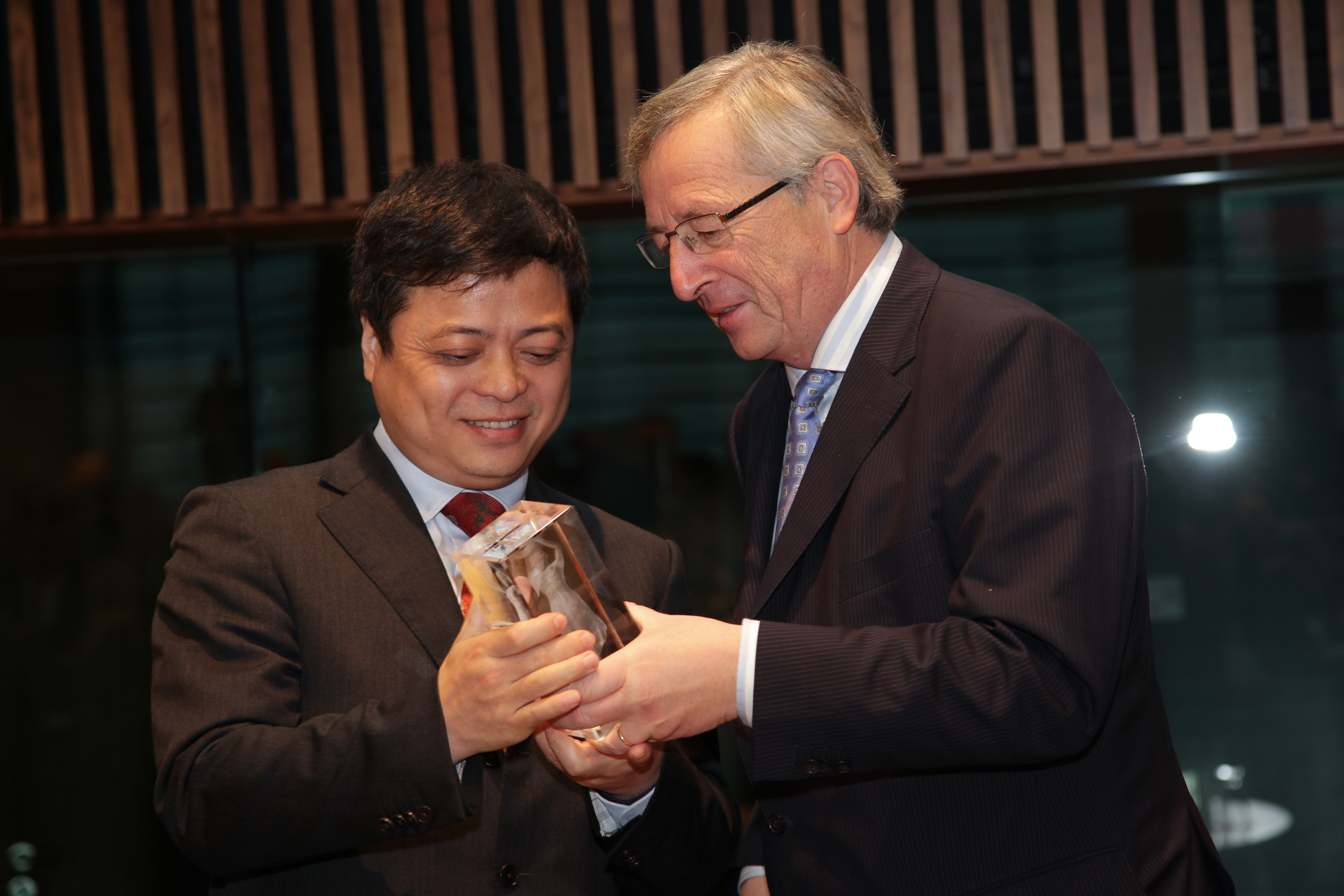
Nan Qunhui, Vorsitzender der Gruppe, erhält eine Auszeichnung von Jean-Claude Juncker

Die CHINT-Gruppe entwickelt und fertigt Nieder- und Hochspannungsgeräte, Geräte für die Energieübertragung und -verteilung, Wasser-, Gas- und Stromzähler sowie Solar- und Windkraftanlagen. Die Unternehmen der Gruppe sind auf dem chinesischen Markt führend bei Transformatoren, Wechselrichtern, Relais, Schützen, Startern, Leistungsschaltern, Sicherungen, Kondensatoren, Anschlussklemmen, Isolatoren, Lautsprechern, Sensoren, Steuermodulen, Parksystemen, Drähten und Kabeln, Strom- und Gaszählern, Wandschaltern, LED-Beleuchtung, Solarmodulen und -platten.
Die CHINT-Gruppe befasst sich auch mit dem Bau und dem Betrieb von Solar- und Wärmekraftwerken, Biomassekraftwerken und Stromspeicherkomplexen.

## Unternehmensstruktur

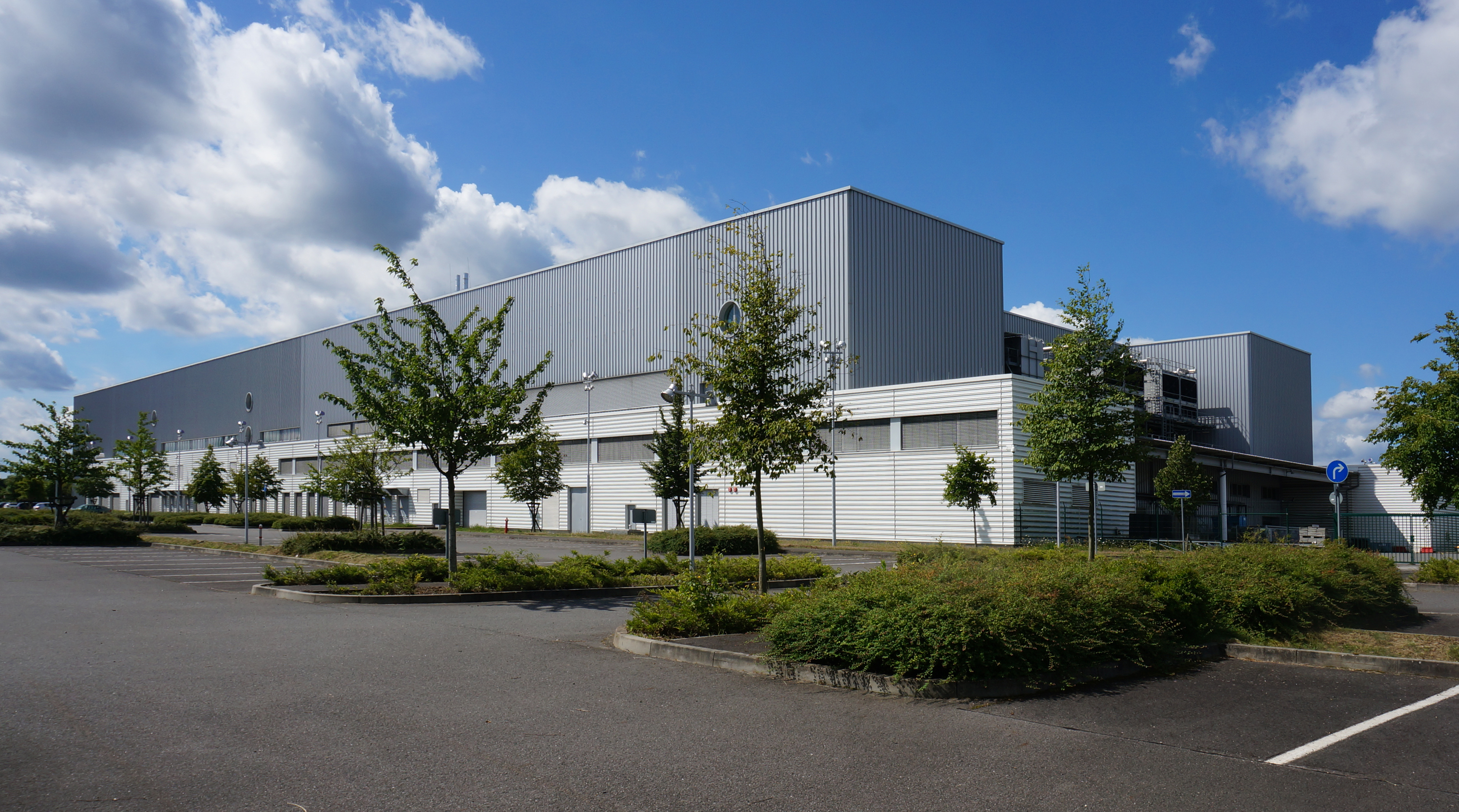
Astronergy Solarmodul-Fabrik in Frankfurt/Oder

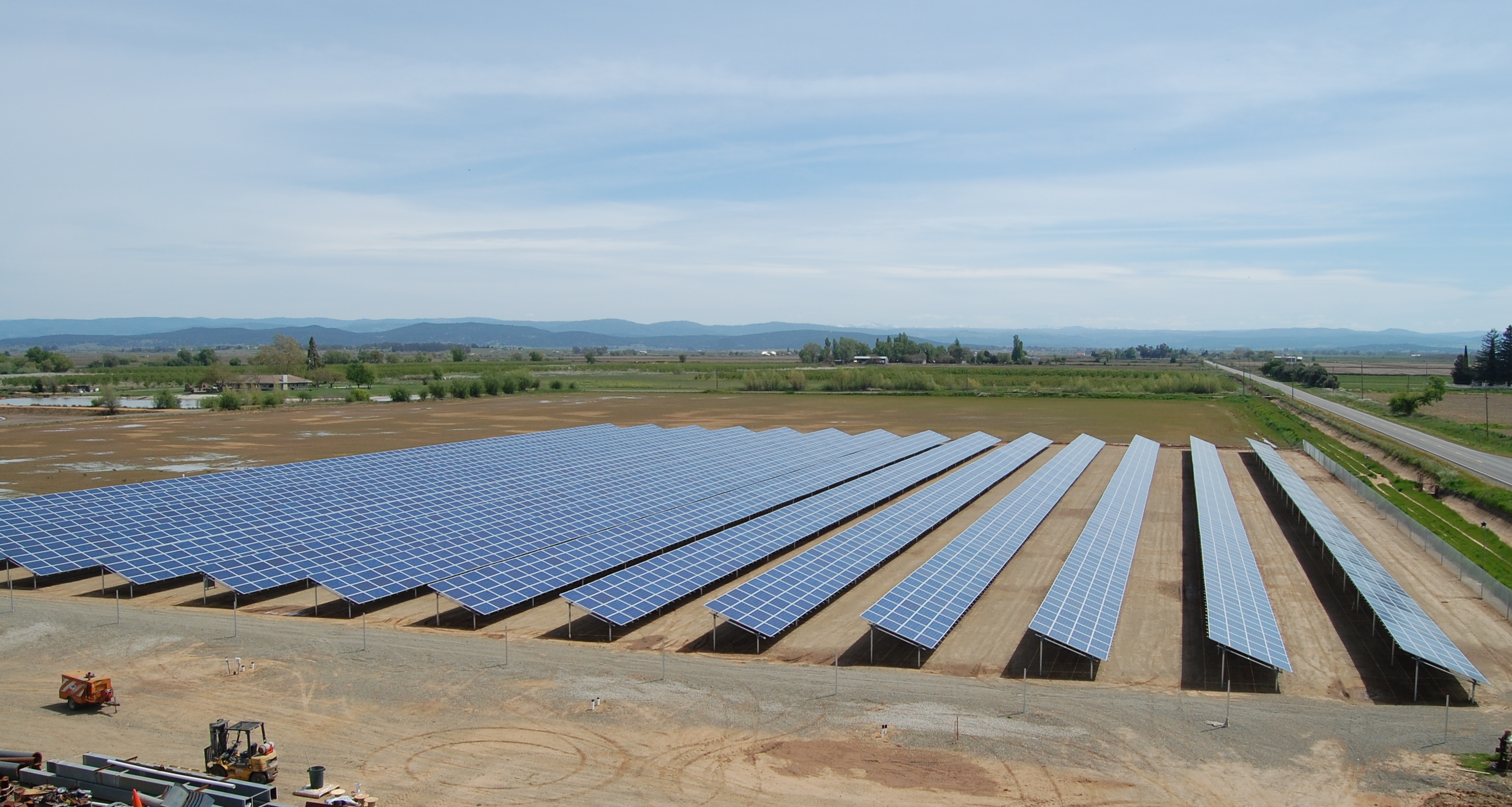
Astronergy-Solarmodule in Kalifornien

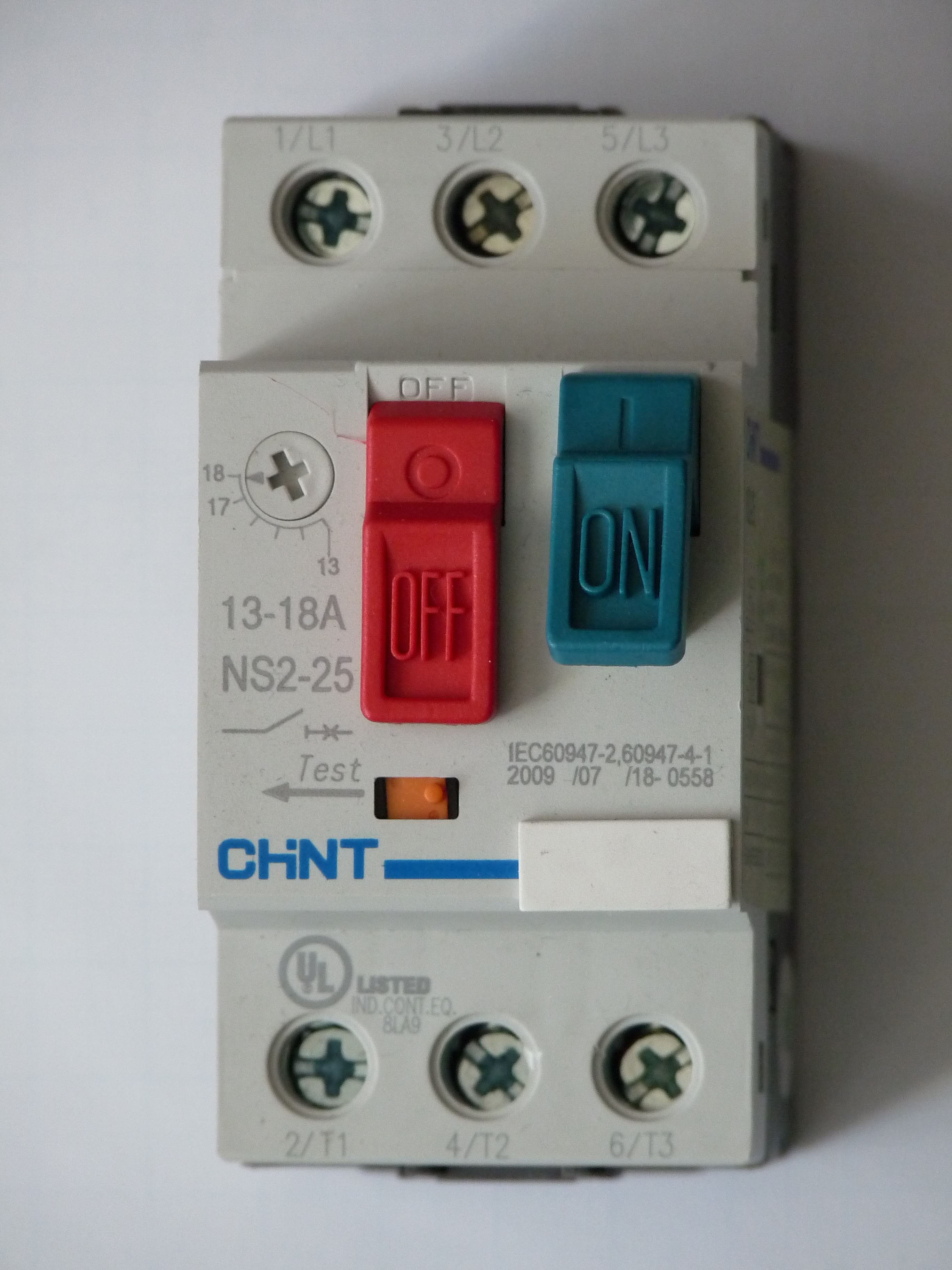
Motorschutzschalter

Der operative Hauptsitz der CHINT Group befindet sich in Wenzhou, der internationale Hauptsitz in Shanghai und der Hauptsitz für den asiatisch-pazifischen Raum in Singapur.
Produktionsstätten der CHINT Group befinden sich in den chinesischen Städten Wenzhou, Hangzhou, Jiaxing, Shanghai, Nanjing, Jinan und Xiangyang sowie in Deutschland, der Tschechischen Republik, Ägypten, Thailand, Singapur, Malaysia und Vietnam; Vertriebs- und Serviceeinrichtungen gibt es weltweit.

### Tochtergesellschaften
- Zhejiang CHINT Electrics (Wenzhou) – Nieder- und Hochspannungsgeräte zur Energieübertragung und -verteilung, Stromversorgungsgeräte, Gerätesteuerungen, Steuer- und Messgeräte, Solarmodule[3][4][5].
  - CHINT Electrics (Spanien)
  - CHINT Turca Elektrik (Турция)
  - CHINT Electrics (Ägypten)
  - CHINT Electrics South America (Brasilien)
- CHINT Electric (Shanghai) – elektrische Niederspannungsgeräte[6].
- CHINT Solar (Hangzhou) – Sonnenkollektoren und Ausrüstung[7].
  - Astronergy Solar (U.S.A.)
  - Astronergy Solar India (Indien)
  - Astronergy Solar Thailand
  - Astronergy Solar Korea (Südkorea)
  - Chint Solar Japan
  - Chint Solar Bangladesh
  - Chint Solar Poland
  - Chint Solar México
  - Chint Solar Australia
- CHINT Techsel (Nanjing) – Elektromotoren, Ventilatoren, Netzwerk-Gateways und Steuerungen.
- CHINT Network Technology (Hangzhou) – Netzwerk-Gateways, Stromkreisunterbrecher und andere elektrische Geräte.
- CHINT Building Electrical (Wenzhou) – Haushaltssteckdosen, Schalter, Verlängerungskabel, Kabel, intelligente Heimsysteme (Beleuchtung, Schlösser und Sensoren).
- NOARK Electric Europe(Tschechische Republik) – elektrische Niederspannungsgeräte[8].
  - NOARK Electric USA
- Shanghai CHINT Power Systems (Shanghai) – Photovoltaik-Wechselrichter.[9]
- Shanghai Xinhua Control Technology Group (Shanghai) – Automatisierungssysteme für Industrie, Energie und Verkehr[10].
- Shanghai SIMbatt Energy Technology (Shanghai) – Werkstoffe aus Graphenpulver.
- Ideal Energy Equipment (Shanghai) – LEDs und Folien für Solarzellen.
- Zhejiang CHINT Cable(Jiaxing)  – elektrische Drähte und Kabel[11][12].
  - Shaanxi CHINT Cable
  - Shandong CHINT Cable
- Zhejiang CHINT Automotive Technology (Wenzhou) – Automobilkomponenten, einschließlich Relais, Schalter, Sensoren und Hupen[13].
- Zhejiang CHINT Instrument & Meter (Hangzhou) – Kontroll- und Messgeräte, einschließlich Strom-, Wasser- und Gaszähler[14].
- Zhejiang Chitic Control Engineering (Hangzhou) – Systeme zur Strom-, Wasser-, Gas- und Heizungsautomatisierung (speicherprogrammierbare Steuerungen, Verteilungssteuerungssysteme, industrielle Touchpanel-Computer, Kommunikationsserver)[15].
- Zhengtai Technology Innovation Venture Park (Yueqing)
- Shanghai Electrical Apparatus Research Institute (SEARI) – Forschungs-Einrichtung für Elektrotechnik[16].
- CHINT India Energy Solution
- CHINT Indonesia
- CHINT Vietnam Holding
- CHINT Cambodia Power Equipment
- Sunlight Electrical (Singapur)